# كازينو رويال (رواية)
كازينو رويال (بالإنجليزية: Casino Royale) هي أول رواية كتبها الكاتب البريطاني إيان فلمنغ وهو أول كتاب جيمس بوند، نشرت في عام 1953. مهدت هذه الرواية الطريق لمزيد من عشر روايات ومجموعتين قصة قصيرة كتبها فليمنج، تليها العديد من الروايات استمرار بوند من قبل مؤلفين آخرين.

## القصة
القصة تتعلق بالعميل السري البريطاني جيمس بوند، والقمار في كازينو يدعى (رويال لي أيكس (بالفرنسية: Royale-les-Eaux)، وذلك بهدف محاولة إفلاس أمين صندوق اتحاد الفرنسي وعضو في المخابرات الروسية والذي يستخدم أموال غير مشروعة، ومساعده فيسبر لند وكذلك فيليكس ليتر من وكالة المخابرات المركزية ورينيه ماتيس من المكتب الثاني الفرنسية.
تستخدم فليمينغ تجاربه في زمن الحرب بوصفها عضوا في شعبة الاستخبارات البحرية، والأشخاص الذين قابلهم أثناء عمله، لتوفير عناصر المؤامرة. يعكس شخصية بوند أيضا العديد من الأذواق الشخصية فليمينغ. كتب فليمنج مشروع في مطلع 1952 في بلدة العين الذهبية العقارات في جامايكا في انتظار زواجه. وهو غير متأكد في البداية ما إذا كان عمل مناسب للنشر، لكنها أكدت من قبل صديقه، الروائي وليام بلومر أن الرواية كانت واعدة، وهي ضمن قصة جاسوس بريطاني، كازينو رويال يتعامل مع موضوعات موقف بريطانيا في العالم، لا سيما في العلاقة مع الولايات المتحدة في ضوء الانشقاقات إلى الاتحاد السوفيتي من الخونة البريطانية غي بورجيس ودونالد ماكلين.

## الاستقبال
حصلت الرواية على نقد إيجابي الكتاب على نطاق واسع من قبل النقاد في ذلك الوقت وبيعت في أقل من شهر بعد الإفراج في المملكة المتحدة في 13 نيسان عام 1953، على الرغم من أن مبيعات الولايات المتحدة على الإفراج عنهم بعد سنة أبطأ بكثير.
منذ ظهرت نشر كازينو رويال كما فكاهية في صحيفة وطنية بريطانية، صحيفة ديلي اكسبرس.

## أعمال فنية
تم تحويل الرواية للعرض على الشاشة ثلاث مرات:
- مسلسل تلفزيوني (كازينو رويال:كلايمكس) عام 1954 من إنتاج CBS، مع باري نيلسون باعتبارها بوند الأمريكية
- نسخة 1967 فيلم مع ديفيد نيفن اللعب "السير جيمس بوند"
- عام 2006 فيلم في سلسلة أفلام منتجات الحقبة من بطولة دانيال كريج جيمس بوند.